# 코무네

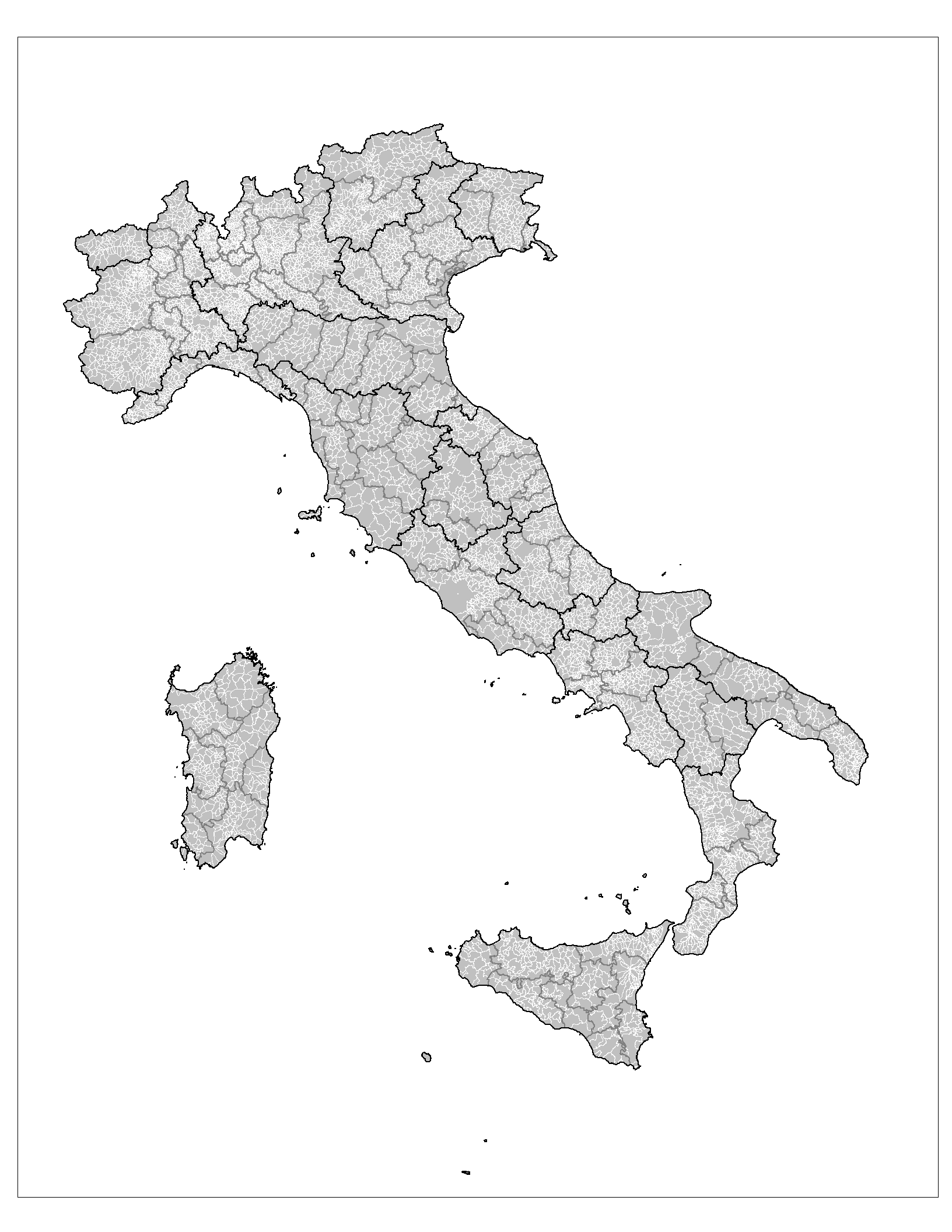
이탈리아의 행정 구역
주 (검은색)
도 (회색)
코무네(하얀색)

코무네(이탈리아어: comune, 복수형: 코무니 comuni)는 이탈리아의 행정 구역의 일종으로 도 아래에 놓이는 기초 지방 자치체이다. 한국의 시 또는 군에 해당한다고 보면 된다.
코무네는 이탈리아의 기초 자치단체로서 출생 및 사망 신고, 다양한 공문서 등록, 도로 관리, 쓰레기 처리 등 공공사업이나 건축 규제 등 다양한 행정을 담당한다. 대부분의 코무네는 각자 치안을 담당하는 자치경찰(Polizia Comunale)을 가진다. 거주자에 의해 선출되는 시장(sindaco)과 시의회(consiglio comunale)가 있으며 시장은 시위원회(giunta comunale)를 구성하여 행정 업무의 도움을 받는다.
코무네 제도가 중세의 코뮌이라는 지방 자치 제도에 기원을 두고 있는만큼, 각 코무네는 중세나 고대로까지 소급되는 역사를 가진 경우가 많다.
2021년 1월 기준 이탈리아 전국에 7,904개의 코무네가 있다. 인구와 면적은 코무네에 따라 크게 다양하다. 예를 들어 인구와 면적 모두 최대 규모의 코무네인 로마의 경우 면적은 1,287.36 km2, 인구는 2,758,454명에 달하나, 가장 작은 코무네인 살레르노도의 아트라니(Atrani)는 면적이 0.1206 km2, 거주자가 가장 적은 레코도의 모르테로네(Morterone)는 인구가 33명에 불과하다.

## 하위 행정 구역
코무네보다 하위의 행정 구역을 설정하는 방식은 코무네에 따라 다양하다. 인구 25만 명 이상의 코무네는 치르코스크리치오네(Circoscrizione)로 분할되며 각 자치 정부가 여러 행정 업무를 위임받는다.
그보다 작은 코무네의 하위 구역에는 다음과 같은 것들이 있다:
- 코무네의 도시 중심지는 청사 소재지(capoluogo)로 불린다.
- 코무네의 중심에서 떨어져 있는 지역은 흔히 프라치오니(frazioni)로 불린다.
- 이외에 하위에 놓일 수 있는 구역의 이름으로 무니치피오(municipio), 리오네(rione), 콰르티에레(quartiere), 테르치에레(terzieri), 세스티에레(sestiere), 콘트라다(contrada)가 있으며, 대략 '구'나 '동'으로 번역될 수 있는 용어들이다.

### 리오네
리오네(Rione)

### 테르치에레
테르치에레(Terziere)

### 콰르티에레
콰르티에레(이탈리아어: quartiere [kwarˈtjɛːre]) 또는 콰르티에리(복수형: 이탈리아어: quartieri)는 특정 이탈리아 마을의 영토적 하위 구분이다.
피렌체와 볼로냐와 같은 몇몇 이탈리아 도시에서만 콰르티에레가 행정적 하위 구분이기도 하다.

### 세스티에레
세스티에레(Sestiere)는 이탈리아의 행정 구분 중 하나이다. 번역하자면 구(區) 정도에 해당한다.

## 동의어
- 프랑스의 코뮌
- 코뮌
- 지방 자치체

## 도시의 지위
일부 중요한 코무네는 국가원수에게 시(città)의 지위를 수여받으며, 이 경우 시의 문장(紋章)에 성벽관(城壁冠)을 그릴 수 있다.

## 통계
| 연도 | 코무네 수 | 인구       | 인구/코무네 |
| ---- | --------- | ---------- | ----------- |
| 1861 | 7,720     | 22,171,946 | 2,872       |
| 1871 | 8,383     | 27,295,509 | 3,256       |
| 1881 | 8,260     | 28,951,546 | 3,505       |
| 1901 | 8,263     | 32,963,316 | 3,989       |
| 1911 | 8,324     | 35,841,563 | 4,306       |
| 1921 | 9,195     | 39,396,757 | 4,285       |
| 1931 | 7,311     | 41,043,489 | 5,614       |
| 1936 | 7,339     | 42,398,489 | 5,777       |
| 1951 | 7,810     | 47,515,537 | 6,084       |
| 1961 | 8,035     | 50,623,569 | 6,300       |
| 1971 | 8,056     | 54,136,547 | 6,720       |
| 1981 | 8,086     | 56,556,911 | 6,994       |
| 1991 | 8,100     | 56,885,336 | 7,023       |
| 2001 | 8,101     | 56,995,744 | 7,036       |
| 2011 | 8,092     | 59,433,744 | 7,345       |
| 2019 | 7,918     | 60,483,973 | 7,639       |

## 같이 보기
- 이탈리아의 행정 구역

- 밀라노의 행정 구역

- 이탈리아의 인구순 도시 목록
- 이탈리아의 도